# Гранада (футбольний клуб)
«Грана́да» (ісп. «Granada Club de Fútbol») — іспанський футбольний клуб з однойменного міста. Заснований 1931 року.

## Історія
Клуб був заснований 14 квітня 1931 року як «Рекреатіво Гранада». У 1941 році клуб дебютував у Ла Лізі, а в 1959 вийшов у фінал Кубка Іспанії, програвши там «Барселоні». Всього в еліті клуб провів 17 сезонів, останнім з яких став 1975/76. З тих пір команда в основному виступала в Сегунді Б (22 сезони). 

### Занепад і відродження
Більшість наступних сезонів «Гранада» провела в Сегунді Дивізіону B, а в 2002-03 роках вилетіла до четвертого дивізіону через неспроможність платити своїм гравцям за президентства Франсіско Хімени. Після чотирьох сезонів у четвертому дивізіоні в клуб прийшов колишній президент «Реала» Лоренсо Санс разом зі своїм сином Пако. З їхньою допомогою андалузька команда знову вийшла до третього дивізіону, але потрапила в серйозні фінансові труднощі. У сезоні 2005-06 «Гранада» виграла групу 9 дивізіону Терсера і вийшла в плей-оф підвищення, де першим суперником став «Ліненсе». Після двох матчів, що завершилися внічию 1:1, «Гранада» перемогла в серії післяматчевих пенальті. Після цього їм довелося зіграти з Гвадалахарою, вигравши за сумою двох матчів 3:1, що забезпечило вихід до третього ешелону.
У 2006-07 роках «Гранада» грала в групі IV третього рівня після чотирьох сезонів у Терсері. Президент Пако Санс за масової підтримки вболівальників продовжував керувати клубом з наміром вивести команду до вищого дивізіону, але брак часу після підвищення в класі призвів до поспішних дій. У липні 2009 року команда опинилася в фінансових труднощах на межі розпаду. Наприкінці сезону «Гранада» виграла свою групу, а потім підвищилася в класі, обігравши в плей-оф «Алькоркон», повернувшись до другого дивізіону після 22 років.
У 2010-11 роках «Гранада» фінішувала на п'ятій позиції, з більшістю гравців, орендованих «Удінезе», у складі команди. 18 червня 2011 року клуб став першим переможцем плей-оф підвищення в класі - з 1985 по 1999 рік використовувалася інша система - після перемоги над «Сельтою де Віго» (1:1, серія пенальті) та «Ельче» (1:1 за сумою двох матчів, правило виїзних м'ячів), повернувшись до вищого дивізіону після 35-річної перерви.
У червні 2016 року новим власником клубу став китайський бізнесмен Цзян Ліжан, який викупив контрольний пакет акцій сім'ї Поццо. Протримавшись у вищому дивізіоні шість сезонів, команда вилетіла у 2016-17 роках після поразки від «Реал Сосьєдаду».

## Склад команди
Станом на 30 квітня 2025
| №  | Поз. | Нац.      | Гравець            |
| -- | ---- | --------- | ------------------ |
| 1  | ВР   | Франція   | Лука Зідан         |
| 2  | ЗХ   | Іспанія   | Рубен Санчес       |
| 3  | ЗХ   | Іспанія   | Мігель Анхель Брау |
| 4  | ЗХ   | Іспанія   | Мігель Рубіо       |
| 5  | ЗХ   | Іспанія   | Пабло Інсуа        |
| 6  | ПЗ   | Камерун   | Мартін Онгла       |
| 7  | НП   | Аргентина | Лукас Боє          |
| 8  | ПЗ   | Іспанія   | Гонсало Вільяр     |
| 9  | НП   | Ізраїль   | Шон Вайсман        |
| 10 | НП   | Іспанія   | Стоічков           |
| 11 | НП   | Грузія    | Георгій Цітаішвілі |
| 12 | ЗХ   | Іспанія   | Рікард Санчес      |

| №  | Поз. | Нац.     | Гравець               |
| -- | ---- | -------- | --------------------- |
| 13 | ВР   | Іспанія  | Марк Мартінес         |
| 15 | ЗХ   | Іспанія  | Карлос Нева (капітан) |
| 16 | ЗХ   | Іспанія  | Ману Лама             |
| 17 | НП   | Іспанія  | Борха Бастон          |
| 18 | НП   | Польща   | Каміл Юзвяк           |
| 19 | ПЗ   | Бразилія | Рейньєр               |
| 20 | ПЗ   | Іспанія  | Серхіо Руїс           |
| 21 | НП   | Алжир    | Абде Реббаш           |
| 23 | ПЗ   | Іспанія  | Ману Трігерос         |
| 24 | ЗХ   | Іспанія  | Лоїк Вільямс          |
| 25 | ВР   | Іспанія  | Дієго Маріньйо        |
| 30 | НП   | Іспанія  | Сірен Діао            |

## Відомі гравці
- Оєр Оласабаль
- Джонатан Менса
- Пап Діакате
- Ладислао Мазуркевич
- Рене Крхін
- Жеремі Бога
- Артем Кравець
- Гільєрмо Очоа